# Lyman Spitzer
Lyman Strong Spitzer, ml. (26. června 1914, Toledo Ohio, USA – 31. března 1997, Princeton, New Jersey) byl americký teoretický fyzik.

## Životopis
Vystudoval kolejní střední školu Phillips Academy, studium dokončil v roce 1931. Pak následovala studia na čtyřech vysokých školách. Titul BA získal na Yale University roku 1935 a titul Ph.D. na Princeton University v roce 1938, studoval i na Cambrigské a Harvardově univerzitě. Na Yaleské univerzitě v roce 1939 přednášel fyziku. Během II. světové války byl členem týmu zkoumajícího šíření zvuku ve vodě. Po válce se vrátil na universitu v Yale. Roku 1946 se v rámci projektu Rand zúčastnil na zpracování studie o umělých družicích jako astronomických observatořích. Již v roce 1946 vytvořil koncept budoucího Hubbleova vesmírného dalekohledu.
Byl vedoucím katedry astrofyziky na Princetonské univerzitě, ředitel Princetonské observatoře, roku 1951 zakladatelem Laboratoře plazmové fyziky Princeton Plasma Physics Laboratory. Byl jedním z klíčových fyziků, kteří pomohli objasnit fyziku plazmatu a vlastnosti interstelárního media.
V roce 1960 se podílel na přístrojovém vybavení družice OAO-3. V roce 1965 byl předsedou komise Národní akademie věd, která rozhodla realizovat vesmírný dalekohled HST.
Zemřel v roce 1997. Na jeho počest byl po něm pojmenován Spitzerův vesmírný dalekohled a planetka 2160.

## Získaná ocenění
Ceny
- Henry Norris Russell Lectureship – 1953
- Bruce Medal – 1973
- Henry Draper Medal – 1974
- James Clerk Maxwell Prize for Plasma Physics – 1975
- Gold Medal of the Royal Astronomical Society – 1978
- National Medal of Science – 1979
- Crafoord Prize – 1985

Po něm pojmenováno:
- Asteroid 2160 Spitzer
- Spitzerův vesmírný dalekohled